# Bouřlivák
Bouřlivák (finsky Myrsky) je finský film z roku 2008 režírovaný Kaisou Rastimo.

## Děj
Při bourání Berlínské zdi je zachráněno štěně. Zachránce ho v Německu svěří trhovkyni, od ní se pak dostane do Finska, kam ho odveze tatínek pro dceru. V rodině ale nikdy žádný pes nebyl, tak nevědí, jak se o něho starat, a ani neznají jeho rasu. O štěně se stará především sedmiletá dcera Muru. Štěně je pojmenováno Bouřlivák.
Časem začne Bouřlivák být agresivní na všechny, kteří se přiblíží k malé Muru. Rodina vezme Bouřliváka k psí psycholožce, která zjistí, že jde o Kavkazského ovčáckého psa, který se dokáže ubránit i medvědovi, ale při špatné výchově může být i agresivní. Rodina se také dozví, že tyto psy používal Stalin jako zbraň.
Poté, co Bouřlivák ohrozí několik lidí, rodina se ho rozhodne prodat. Ozve se jim rodina ze severu, v níž babička pochází z Kavkazu a jako malá takového psa měla.

## Obsazení
| Ronja Arvilommi  | Muru   |
| Laura Malmivaara | Äiti   |
| Janne Virtanen   | Isä    |
| Sara Tammela     | Minttu |